# Mesochorus palinensis
Mesochorus palinensis är en stekelart som beskrevs av Dasch 1974. Mesochorus palinensis ingår i släktet Mesochorus och familjen brokparasitsteklar. Inga underarter finns listade i Catalogue of Life.